# Регистър.БГ
Регистър.БГ е организацията, на която е делегирано управлението на националния домейн от първо ниво в областта .bg.
При осъществяването на дейността по поддръжка на домейните се използва модела основан на принципа Регистър–Регистратор–Регистрант.
Крайният потребител на услугата (Регистрантът) има правото да избере фирма Регистратор, където да регистрира своя домейн. Регистраторът поема задължението да обслужва клиента, както и да потдържа актуалността на записите съхранявани в Регистъра. В случай, че Регистраторът прекрати своята дейност, неговата функция ще бъде поета от служебния регистратор към Регистър.БГ.

## Кратка история
Регистър.БГ е основана на 11.10.2001 г. До тогава тази дейност е извършвана от „Цифрови системи“ – първия интернет доставчик в България, която наред с регистрацията на домейни предлага и широка гама от мрежови услуги.
След 2001 г. функциите на регистър са изцяло поети от новосъздадено дружество, като основна цел е оптимизация на дейността и фокусиране върху качеството на предлаганата услуга.